# Louis Rosier
Louis Rosier (n. 5 noiembrie 1905 - d. 29 octombrie 1956) a fost un pilot francez de curse care a evoluat în Formula 1 între anii 1950 și 1956, terminând de două ori pe podium și acumulând 18 puncte. A câștigat Cursa de 24 de ore de la Le Mans în 1950 aproape de unul singur, conducând o mașină Talbot în 254 din cele 256 de ture. Coechipierul ce a condus celelalte două ture era fiul său, Jean-Louis Rosier.